# The Binding of Isaac
The Binding of Isaac is een onafhankelijk action-adventurespel ontwikkeld door Edmund McMillen en Florian Himsl. Het spel is beschikbaar via Steam voor Linux, Mac OS X en Windows.

## Verhaal
Het verhaal is heel losjes gebaseerd op het Bijbelverhaal over de opoffering van Isaac, waarin God aan Abraham, de vader van Isaac, vraagt om zijn zoon op te offeren. In het spel is het verhaal veranderd in dat Isaacs moeder haar zoon probeert te vermoorden omdat zij de stem van God hoort. Isaac vlucht naar de kelder net voordat zijn moeder hem kan vermoorden en probeert daarna, door steeds dieper in de kelder af te dalen, zijn moeder te wreken en te vermoorden.

## Gameplay
The Binding of Isaac is een 2D action-adventurespel waarin de speler als Isaac of enkele andere vrij te spelen karakters zich door procedureel gegenereerde kamers moet vechten om na een baas te hebben verslagen naar een nieuwe, lagere etage te gaan. De speler verslaat vijanden door hen te raken met tranen die het effect hebben van langzaam schietende kogels. De speler kan extra items verkrijgen door naar schatkamers of winkels te gaan, geheime kamers te ontdekken, bazen te verslaan en door willekeurige drops op te pakken na het voltooien van een kamer. Deze items veranderen bijvoorbeeld de statistieken van de speler, zoals maximale schietafstand of snelheid, of geven de speler een actief item die enkele kamers hersteltijd nodig heeft om daarna weer gebruikt te kunnen worden. Tevens kan de speler muntstukken, sleutels en bommen verkrijgen die bijvoorbeeld gebruikt kunnen worden om langs sommige obstakels te komen.
Omdat het spel een roguelike is, moet de speler opnieuw beginnen waarna hij/zij is vermoord. De speler is dood wanneer die geen health points meer heeft. Als de speler is geraakt kan hij/zij zijn/haar health terugkrijgen door pick-ups op te pakken, op dezelfde manier zoals dit met muntstukken, sleutels en bommen gebeurt. Elk karakter begint met een gegeven aantal "heart containers", waarin een maximaal aantal health kan. Dit maximum aantal health kan worden uitgebreid door items te verkrijgen die het maximum aantal health vergroot of door zogenaamde "soul hearts" op te pakken, dit zijn aparte health containers die volledig verdwijnen wanneer de speler deze verliest, maar dus wel extra bescherming bieden.

### Items
In The Binding of Isaac zijn verschillende soorten items te vinden, die elk een specifieke eigenschap hebben. Items kunnen actief zijn, hiervan kan de speler er maximaal één op elk moment hebben, of passief, hiervan kan de speler er zo veel verkrijgen als hij wil, deze zijn echter wel permanent. Naast items zijn er ook nog andere verkrijgbare spullen, zoals pillen, kaarten en trinkets. Niet alle pillen zijn positief, zo kan het nemen van een pil schade toebrengen aan de speler.

## Platforms en uitbreiding

### The Binding of Isaac: Wrath of the Lamb
Wrath of the Lamb is een uitbreiding op het originele spel dat op 28 mei 2012 uitkwam. De uitbreiding bevat meer dan 100 nieuwe items, nieuwe kamersoorten, nieuwe vijanden, nieuwe bazen, een nieuw einde, een nieuw voorwerpsoort: trinkets en 6 nieuwe etages.

### The Binding of Isaac: Rebirth
Rebirth is een remake van het originele spel en is op 4 november 2014 uitgekomen. Rebirth is voorzien van een nieuwe niet-Flashgebaseerde engine en dezelfde ontwerpen als het origineel, maar met vernieuwde graphics. Het spel bevat ook de uitbreiding Wrath of the Lamb samen met dingen die uit het origineel moesten worden geknipt wegens de beperkingen van Flash.